# Jason Reitman
Jason R. Reitman (Montréal, 1977. október 19. –) BAFTA- és Golden Globe-díjas kanadai-amerikai filmrendező, forgatókönyvíró, producer és színész, aki a Köszönjük, hogy rágyújtott! (2005), a Juno (2007), az Egek ura (2009) és Pszichoszingli (2011) című filmek rendezőjeként vált ismertté. Egy Grammy-díjat, egy Golden Globe-ot és négy Oscar-jelölést kapott, ebből kettőt a legjobb rendezésért. Reitman kanadai és amerikai kettős állampolgár, Ivan Reitman rendező fia.

## Élete
Reitman a kanadai Québecben (Montréal) született, Geneviève Robert színésznő, aki néha Geneviève Deloir néven szerepel, és Ivan Reitman filmrendező fiaként. Reitmannak két húga van: Catherine Reitman, színésznő, producer és író, aki három évvel fiatalabb, és Caroline Reitman, ápolónő, aki 12 évvel fiatalabb.
Reitman édesapja Csehszlovákiában született, zsidó szülők gyermekeként, akik a holokauszt túlélői voltak. Reitman apai nagyapja egy mosodát, majd egy autómosót vezetett.
Édesanyja keresztény családból származik, francia-kanadai eredetű; áttért a judaizmusra. Még gyermekkorában a családja Los Angelesbe költözött.
Édesapja, Ivan rendezte a Szellemirtók, a Szellemirtók 2., a Bombázók a seregnek és az Ovizsaru című filmeket. Reitman a forgatásokon nőtt fel, és vannak olyan fotói, amelyeken 1978-ban, kisbabaként a Party zóna forgatásán látható.  Ez megmutatta neki, hogy a filmkészítés „egy munka, amit emberek végeznek, hogy ez nem csak egy varázslat, ami megtörténik”.
Jason úgy írta le gyermekkori önmagát, hogy "egy lúzer... egy filmes stréber... [és] szégyenlős." Az 1980-as évek végén Reitman kisebb színészi szerepekben kezdett el feltűnni, és produkciós asszisztensként dolgozott apja filmjeiben. Sok időt töltött apja filmjeinek vágószobáiban, hogy megtanulja a folyamatot.
Reitman 1995-ben végzett a Harvard-Westlake Schoolban; magasugró volt a középiskolában, az Occidental College Hall-of-Famer Phil Sweeney edzője volt.
Reitman a Skidmore College-ba járt, és orvosi tanulmányok szakon indult volna, mielőtt átiratkozott a Dél-kaliforniai Egyetemre (USC), ahol angol/kreatív írás szakon folytatta tanulmányait. A USC-en a Commedus Interruptus improvizációs csoporttal szerepelt.

## Magánélete
Reitman önjelölt libertáriánus.
Amikor Reitman 16 éves volt és még középiskolás, összeköltözött egy nála 10 évvel idősebb nővel. 7 év után különváltak.
2000-ben, 23 éves korában Reitman randizni kezdett szomszédjával, Michele Lee íróval, akivel együtt írta a 2004-es "Consent" című rövidfilmet. Összeházasodtak, és van egy Josie nevű lányuk, aki 2006-ban született. 10 év együttlét után Reitman 2011 júniusában beadta a válópert, és 2014 óta külön élnek.

## Filmográfia

### Nagyjátékfilm
| Év   | Magyar cím                           | Eredeti cím                  | Rendező | Író  | Producer | Megjegyzés |
| ---- | ------------------------------------ | ---------------------------- | ------- | ---- | -------- | --- |
| 2005 | Köszönjük, hogy rágyújtott!          | Thank You for Smoking        | Igen    | Igen | Nem      | |
| 2007 | Juno                                 | Juno                         | Igen    | Nem  | Nem      | Jelölve- Oscar-díj a legjobb rendezőnek |
| 2009 | Egek ura                             | Up in the Air                | Igen    | Igen | Igen     | BAFTA-díj a legjobb adaptált forgatókönyvért Golden Globe-díj a legjobb forgatókönyvnek Jelölve- Oscar-díj a legjobb filmnek Jelölve- Oscar-díj a legjobb rendezőnek Jelölve- Oscar-díj a legjobb adaptált forgatókönyvért Jelölve- BAFTA-díj a legjobb filmnek Jelölve- Golden Globe-díj a legjobb rendezőnek |
| 2011 | Pszichoszingli                       | Young Adult                  | Igen    | Nem  | Igen     | |
| 2013 | Nyárutó                              | Labor Day                    | Igen    | Igen | Igen     | |
| 2014 | Férfiak, nők és gyerekek             | Men, Women & Children (film) | Igen    | Igen | Igen     | |
| 2018 | Pszichoanyu                          | Tully                        | Igen    | Nem  | Igen     | |
| 2018 | Így ne legyél elnök                  | The Front Runner             | Igen    | Igen | Igen     | |
| 2021 | Szellemirtók – Az örökség            | Ghostbusters: Afterlife      | Igen    | Igen | Nem      | |
| 2024 | Szellemirtók – A borzongás birodalma | Ghostbusters: Frozen Empire  | Nem     | Igen | Igen     | |

### Rövidfilm
| Év   | Cím                              | Rendező | Író  | Producer | Színész |
| ---- | -------------------------------- | ------- | ---- | -------- | ------- |
| 1998 | Operation                        | Igen    | Igen | Igen     | Igen    |
| 1999 | H@                               | Igen    | Igen | Nem      | Nem     |
| 2000 | In God We Trust                  | Igen    | Igen | Vezető   | Igen    |
| 2001 | Gulp                             | Igen    | Igen | Nem      | Nem     |
| 2002 | Uncle Sam (rövid dokumentumfilm) | Igen    | Igen | Nem      | Nem     |
| 2004 | Consent                          | Igen    | Igen | Nem      | Nem     |

Vezető producerként
- Chloe – A kísértés iskolája (2009)
- Mögöttes szándék (2010)
- Whiplash (2014)
- Darabokban (2015)

Színészként
| Év   | Magyar cím      | Eredeti cím      | Szerep                    |
| ---- | --------------- | ---------------- | ------------------------- |
| 1988 | Ikrek           | Twins            | Granger unokája           |
| 1989 | Szellemirtók 2. | Ghostbusters II  | Brownstone fiú            |
| 1990 | Ovizsaru        | Kindergarten Cop | csókolózó fiú             |
| 1993 | Dave            | Dave             | Az alelnök fia            |
| 1997 | Apák napja      | Fathers' Day     | rossz gyerek a sikátorban |

### Televízió
| Év        | Magyar cím | Eredeti cím                    | Megjegyzés         |
| --------- | ---------- | ------------------------------ | ------------------ |
| 2007–2008 | Office     | The Office                     | 1 epizód           |
| 2015      | Alkalmi    | Casual                         | vezető producer is |
| 2020      |            | Home Movie: The Princess Bride | minisorozat        |

## Fordítás
- Ez a szócikk részben vagy egészben  a   Jason Reitman című angol Wikipédia-szócikk fordításán alapul.  Az eredeti cikk szerkesztőit annak laptörténete sorolja fel. Ez a jelzés csupán a megfogalmazás eredetét és a szerzői jogokat jelzi, nem szolgál a cikkben szereplő információk forrásmegjelöléseként.